# Jiedu (köpinghuvudort i Kina, Jiangxi Sheng, lat 28,95, long 117,17)
Jiedu är en köpinghuvudort i Kina. Den ligger i provinsen Jiangxi, i den sydöstra delen av landet, omkring 130 kilometer öster om provinshuvudstaden Nanchang. Antalet invånare är 68 777. Befolkningen består av 33 162 kvinnor och 35 615 män. Barn under 15 år utgör 26,0 %, vuxna 15-64 år 67 %, och äldre över 65 år 5,0 %.
Runt Jiedu är det tätbefolkat, med 383 invånare per kvadratkilometer. Närmaste större samhälle är Leping, 5,2 km väster om Jiedu. Trakten runt Jiedu består till största delen av jordbruksmark.
Genomsnittlig årsnederbörd är 2 653 millimeter. Den regnigaste månaden är juni, med i genomsnitt 449 mm nederbörd, och den torraste är oktober, med 41 mm nederbörd.